# 奈羅訳語氏
奈羅訳語氏（ならのおさし）は古代の渡来系氏族。秦氏の一族。己智（こち。己知、巨智、許知、許智）を祖とする（新撰姓氏録）。楢曰佐、奈良訳語とも表記する。
己智は百済の出身で欽明天皇元年（540年）2月に帰化。大和国添上郡山村（楢中郷等）に住み、以後子孫が周辺に分布した。奈羅訳語氏はそのうちの一つである。「訳語（おさ）」とは通訳のことである。
推古天皇16年（608年）および推古17年（609年）、隋使・裴世清の帰国に随行した第3回遣隋使の留学生のなかに、高向玄理・旻・南淵請安と並んで「奈羅訳語・恵明（ならのおさ・えみょう）」の名が見える（日本書紀）。また宝亀8年（777年）7月には、楢曰佐河内ら3名が長岡忌寸（ながおかのいみき）に改姓した（続日本紀）。
己智を祖とする氏族には他に三林公（みつはやしのきみ）、山村忌寸（やまむらのいみき、旧姓は山村許智）、山村宿祢、桜田連（さくらだのむらじ）などがある。